# Верхняя (Коношский район)
Верхняя — деревня в Коношском районе Архангельской области. Входит в состав Коношского городского поселения.

## География
Находится в юго-западной части Архангельской области на расстоянии приблизительно 1 км на северо-запад по прямой от административного центра района поселка Коноша на юго-западном берегу озера Верхнее.

## История
Была показана еще на карте 1794 года. В 1859 году здесь (деревня Кадниковского уезда Вологодской губернии) было учтено 32 двора.

## Население
Численность населения: 198 человек (1859 год), 20 (русские 95 %) в 2002 году, 16 в 2010.